# Football Club Plessis-Trévise Villecresnes
Le Football Club Plessis-Trévise / Villecresnes était un club de football basé au Plessis-Trévise, dans le département du Val-de-Marne.

## Historique
Créé en 1991 par la fusion du FC Plessis-Trévise et de l'Union sportive de Villecresnes, le club a participé à trois saisons d'un championnat national avant d'être dissous 6 ans plus tard, le 1er novembre 1997.
Le nouveau club récupère les droits sportifs de l'US Villecresnes qui en 1990-1991 participe au championnat de France de Division 3, soit au troisième niveau dans la hiérarchie du football en France.
La première saison du FC Plessis-Trévise / Villecresnes est difficile: le club termine dernier de la Division 3 1991-1992 - Groupe Est, en ne cumulant que quatre victoires et quatre matchs nuls pour vingt-deux défaites et une différence de buts négative de 52 buts: le club est ainsi relégué, en compagnie des Sports réunis Saint-Dié qui sont quinzièmes et avant-derniers, dans le championnat de France de Division 4, soit au quatrième niveau dans la hiérarchie.
Le FC Plessis-Trévise / Villecresnes se classe ensuite à une solide cinquième place sur quatorze participants dans le groupe B de la Division 4 1992-1993. Le club n'est qu'à deux points du promu, le Club athletic Lisieux Pays d'Auge, qui est lui deuxième derrière l'équipe réserve du Football Club de Rouen. À l'issue de cette saison, les championnats nationaux sont réorganisés avec le passage de la Division 2 à un seul groupe, et le remplacement des Divisions 3 et 4 par les championnats de National 1, National 2 et National 3. Avec sa cinquième place, Plessis-Trévise / Villecresnes est ainsi reversé en National 3, soit dans le nouveau championnat de cinquième niveau.
Dans le groupe E du National 3, le club termine douzième sur quatorze équipes, comme premier relégable d'un championnat remporté par Clermont Foot. Le club évolue ensuite plusieurs saisons dans les championnats régionaux de la Ligue de Paris Île-de-France de football. 
La dissolution du club est ensuite déclarée à la sous-préfecture de Nogent-sur-Marne le 10 octobre 1997 puis publiée au Journal officiel de la République française le 1er novembre 1997.

## Bilan saison par saison
Le club participe à trois saisons d'un championnat national de sa création en 1991 à 1994, respectivement en Division 3, Division 4 et National 3.
| Saison    | Championnat            | Championnat          | Championnat          | Cls    | Pts | J  | G  | N  | P  | Bp | Bc | Diff | Coupe de France |
|           | 3e échelon             | 4e échelon           | 5e échelon           |        |     |    |    |    |    |    |    |      |                 |
| --------- | ---------------------- | -------------------- | -------------------- | ------ | --- | -- | -- | -- | -- | -- | -- | ---- | --------------- |
| 1991-1992 | Division 3, groupe Est |                      |                      | 16e/16 | 12  | 30 | 4  | 4  | 22 | 19 | 71 | -52  | n.c.            |
| 1992-1993 |                        | Division 4, groupe B |                      | 5e/14  | 30  | 26 | 10 | 10 | 6  | 30 | 24 | +6   | n.c.            |
| 1993-1994 |                        |                      | National 3, groupe E | 12e/14 | 18  | 26 | 4  | 10 | 12 | 23 | 44 | -21  | n.c.            |

## Anciens joueurs
- Dominique Sidaine